# نقشه فقر
نقشه فقر نقشه‌ای است که شرح مفصلی از توزیع فضایی فقر و نابرابری اقتصادی در یک کشور ارائه می‌دهد. این نوع نقشه داده‌های نظرسنجی افراد و خانوارها (داده‌های خرد و مایکرو) و داده‌های سرشماری جمعیت (داده‌های کلان) را با هدف تخمین شاخص‌های رفاه برای منطقه جغرافیایی خاص به کوچکی روستا یا دهکده ترکیب می‌کند.
پیشرفت‌های اخیر در سامانه‌های اطلاعات جغرافیایی (GIS)، پایگاه‌های اطلاعاتی و مهندسی نرم‌افزار به کمک رایانه، نقشه‌برداری فقر را ممکن می‌سازد. در این سامانه‌ها داده‌ها را می‌توان در قالب نقشه‌ها و روابط دارای نوعی همپوشانی برای مقایسه‌های تطبیقی متقابل ارائه کرد. تجزیه و تحلیل فضایی و محک‌زنی نیز برای ارزیابی روابط بین دو مجموعه داده خرد و کلان با توجه به موقعیت جغرافیایی آنها نیز استفاده و اعمال می‌شود.